# Exiligada
Exiligada is een geslacht van weekdieren uit de klasse van de Gastropoda (slakken).

## Soorten
- Exiligada brabyi Criscione, Law & Köhler, 2012
- Exiligada calciphila Criscione, Law & Köhler, 2012
- Exiligada floraevallis Criscione, Law & Köhler, 2012
- Exiligada gregoriana Criscione, Law & Köhler, 2012
- Exiligada limbunya Criscione, Law & Köhler, 2012
- Exiligada longicauda Criscione, Law & Köhler, 2012
- Exiligada monochroma Criscione, Law & Köhler, 2012
- Exiligada montejinni Criscione, Law & Köhler, 2012
- Exiligada negriensis Iredale, 1939
- Exiligada nodulicauda Criscione, Law & Köhler, 2012
- Exiligada pallida Criscione, Law & Köhler, 2012
- Exiligada punctata Criscione, Law & Köhler, 2012
- Exiligada qualis Iredale, 1939
- Exiligada rivifontis Criscione, Law & Köhler, 2012
- Exiligada unistriata Criscione, Law & Köhler, 2012